# I Cried for You
I Cried for You è un singolo della cantautrice britannica Katie Melua pubblicato nel 2005, secondo estratto dall'album Piece by Piece.

## Il disco
Il singolo è un "doppio lato A", in abbinamento con il brano Just like Heaven, cover dei Cure. I Cried for You è un brano che racconta di Gesù e Maria Maddalena.

## Tracce
CD-Single Dramatico DRAMCDS0013
1. I Cried For You
2. Just like Heaven

CD-Maxi Dramatico DRAMCDS0013 / EAN 0802987002424
1. I Cried For You
2. Just like Heaven
3. Pictures On A Video Screen
4. Katie Photo Gallery

## Classifiche
| Classifica (2006) | Posizione massima |
| ----------------- | ----------------- |
| Belgio (Fiandre)  | 50                |
| Paesi Bassi       | 32                |
| Regno Unito       | 35                |